# The Man from U.N.C.L.E.
The Man from U.N.C.L.E. er en amerikansk tv-serie i 105 afsnit, der oprindelig blev vist på NBC over fire sæsoner fra 1964 til 1968. Hovedrollerne som U.N.C.L.E.-agenterne Napoleon Solo og Illya Kuryakin blev spillet af henholdsvis Robert Vaughn og David McCallum.
U.N.C.L.E stod for United Network Command for Law and Enforcement. De hemmelige agenter kæmpede mod en organisation, THRUSH, hvis mål var verdensherredømme.

## Spillefilm
Tv-serien blev ikke vist på dansk tv, men de otte spillefilm, der blev klippet sammen af dobbeltepisoder fra serien, fik alle biografpremiere i Danmark.
- Spioncentralen W.A.S.P. (To Trap a Spy, 1964)
- Spionaktion U.N.C.L.E. (The Spy with My Face, 1965)
- U.N.C.L.E. slår til (One Spy Too Many, 1966)
- U.N.C.L.E., en spion savnes (One of Our Spies Is Missing, 1966)
- Spionen med den grønne hat (The Spy in the Green Hat, 1966)
- Håndkantdræberne (The Karate Killers, 1967)
- Helikopterspionerne (The Helicopter Spies, 1968)
- Med U.N.C.L.E. i hælene (How to Steal the World, 1968)

En nyproduceret spillefilm, Spionen fra U.N.C.L.E. (The Man from U.N.C.L.E.), fik biografpremiere i 2015. Filmen var instrueret af Guy Ritchie og havde Henry Cavill og Armie Hammer i rollerne som hhv. Napoleon Solo og Illya Kuryakin.
- Wikimedia Commons har flere filer relateret til The Man from U.N.C.L.E.